# Sainte-Marie-à-Py
Sainte-Marie-à-Py é uma comuna francesa na região administrativa de Grande Leste, no departamento de Marne. Estende-se por uma área de 26,92 km². Em 2010 a comuna tinha 205 habitantes (densidade: 7,6 hab./km²).